# مارك ثوربورن
مارك ثوربورن (11 أغسطس 1978 بباث في المملكة المتحدة - ) (بالإنجليزية: Mark Thorburn)‏ هو لاعب كريكت بريطاني. لعب مع نادي مقاطعة هامبشاير للكريكت ‏ وDurham University Centre of Cricketing Excellence ‏.

## وصلات خارجية
- مارك ثوربورن على موقع إي آس بي آن كريك إنفو (الإنجليزية)